# František Alois Šrom
František Alois rytíř Šrom (20. srpna 1825 Milenov – 19. května 1899 Brno) byl moravský právník a předseda Moravské národní strany (staročeské).

## Biografie

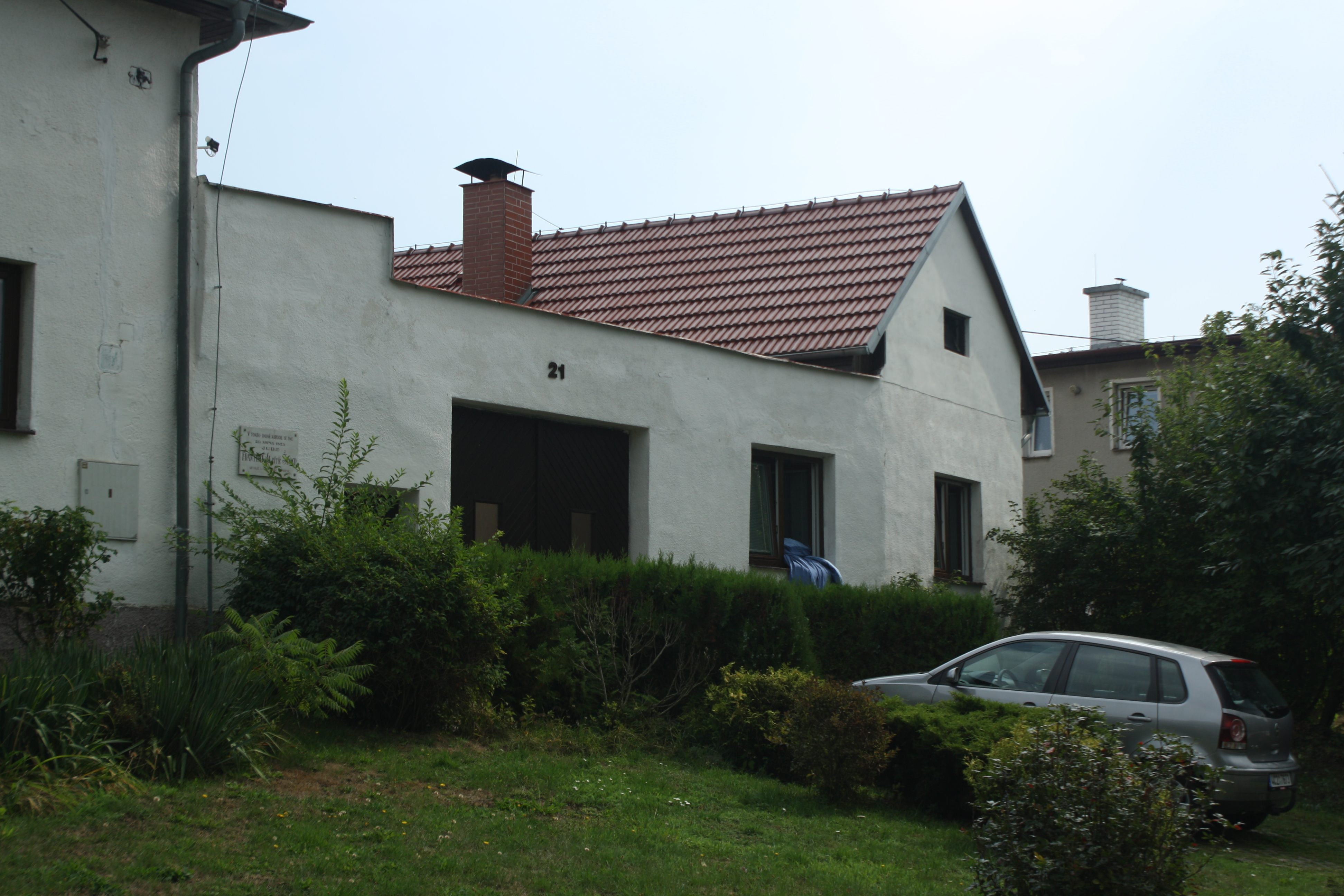
Rodný dům Františka Aloise Šroma v Milenově

Byl nejstarším synem rolníka Antonína Šroma a švagrem politika Adolfa Prombera. Podle přání otce, který z něj chtěl mít kněze, vystudoval v letech 1838–1846 Arcibiskupské gymnázium v Kroměříži a krátce studoval i na arcibiskupském semináři v Olomouci. Tam ale nebyl spokojen a po několika týdnech, bez podpory z domova, přestoupil na právnickou fakultu Františkovy univerzity v Olomouci, kde roku 1852 získal titul doktora práv. Po jejím absolvování pracoval v období let 1852–1855 jako advokátní koncipient u Aloise Pražáka v Brně a Jana Kozánka v Kroměříži. Roku 1854 (podle jiného zdroje roku 1855) si otevřel vlastní advokátní kancelář v Uherském Hradišti, kterou vedl až do roku 1879, kdy převzal vedení advokátní praxe po Aloisi Pražákovi v Brně.
Poprvé veřejně vystoupil roku 1858 na velehradské slavnosti, kde se vyslovil za práva česky mluvících obyvatel.
V roce 1861 byl zvolen do Moravského zemského sněmu; úspěch měl i ve všech dalších volbách až do roku 1896, kdy ze zdravotních důvodů již nekandidoval. Podle jiného zdroje byl poslancem zemského sněmu jen do roku 1887.
V prvních přímých volbách do Říšské rady roku 1873 získal i mandát v Říšské radě (celostátní zákonodárný sbor), kde reprezentoval kurii venkovských obcí, obvod Valašské Meziříčí, Uherský Brod, Místek atd. Slib složil 23. ledna 1874. Nástup na Říšskou radu byl součástí aktivního zapojení moravských staročechů, za které kandidoval, do práce celostátního parlamentu, čímž se moravští Češi odklonili od politiky pasivní rezistence, kterou prosazovala česká reprezentace z Čech vedená Riegrem a Palackým. Moravští staročeši vystupovali dlouhodobě jako specifická politická formace, která již v 60. letech 19. století akcentovala kromě podpory českého státoprávního programu i zájmy Moravy. Už tehdy Šrom vystupoval spolu s Aloisem Pražákem a Antonínem Mezníkem jako hlavní reprezentant moravských Čechů a hájil moravskou autonomii před centralizačními tendencemi Riegra. Na Říšské radě tehdy přistoupil ke konzervativnímu Hohenwartově klubu, který reprezentoval konzervativní německorakouské a federalistické opoziční síly.
Mandát v Říšské radě obhájil Šrom i ve volbách roku 1879 a volbách roku 1885, opět za kurii venkovských obcí na Uherskohradišťsku.
Po volbách v roce 1879 se na Říšské radě připojil k Českému klubu (jednotné parlamentní zastoupení, do kterého se sdružili staročeši, mladočeši, česká konzervativní šlechta a moravští národní poslanci). Jako člen parlamentního Českého klubu se uvádí i po volbách v roce 1885. Roku 1879 také nahradil ve vedení Moravské národní strany (moravská obdoba staročechů) dr. Aloise Pražáka, který se stal ministrem ve vládě Eduarda Taaffeho. Nahradil tehdy Pražáka i v předsednictvu Českého klubu. Čeští poslanci od roku 1879 působili coby provládní síla podporující vládu Eduarda Taaffeho. V listopadu 1879 byl Šrom přítomen v tříčlenné delegaci, která panovníkovi předala pamětní spis shrnující české požadavky související s jejich provládní aktivitou. Roku 1884 zastával post náměstka zemského hejtmana. 18. ledna 1887 se stal doživotním členem Panské sněmovny (jmenovaná horní komora Říšské rady). Na přelomu let 1886 a 1887 proto rezignoval na mandát poslance Říšské rady. Od roku 1880 působil i u říšského soudu a od roku 1879 jako předseda kontrolní komise státního dluhu.
Šrom jako vedoucí představitel českého lidu na Moravě hájil práva Čechů i dalších slovanských národů v monarchii. Ve zastupitelských orgánech se snažil o smírné řešení názorových rozdílů. V nekrologu je popisován jako svědomitý a pracovitý poslanec. Požíval velkou vážnost, stal se čestným občanem řady obcí. V rodném Milenově nechal postavit kříž u kaple (1871) a založil chudinský fond (z pozůstalosti). Od roku 1881 byl předsedou společnosti pro české divadlo v Brně. Angažoval se v Moravsko-slezské společnosti pro orbu (zemědělství). Roku 1881 byl povýšen do šlechtického stavu (stal se rytířem). Od roku 1895 ho ze zdravotních důvodů nahradil v čele Moravské národní strany Jan Žáček. Je pohřben na Ústředním hřbitově v Brně.
Byl dvakrát ženat. První manželka Anna, rozená Šmídová (1827–1854) zemřela v šestinedělí po porodu syna Miloše Vojtěcha. V lednu 1856 se v Brně oženil s Marií Frendlovou (1833–1918). Z druhého manželství vzešel syn Zdenko Karel.